# Westelijke Eilanden (Amsterdam)

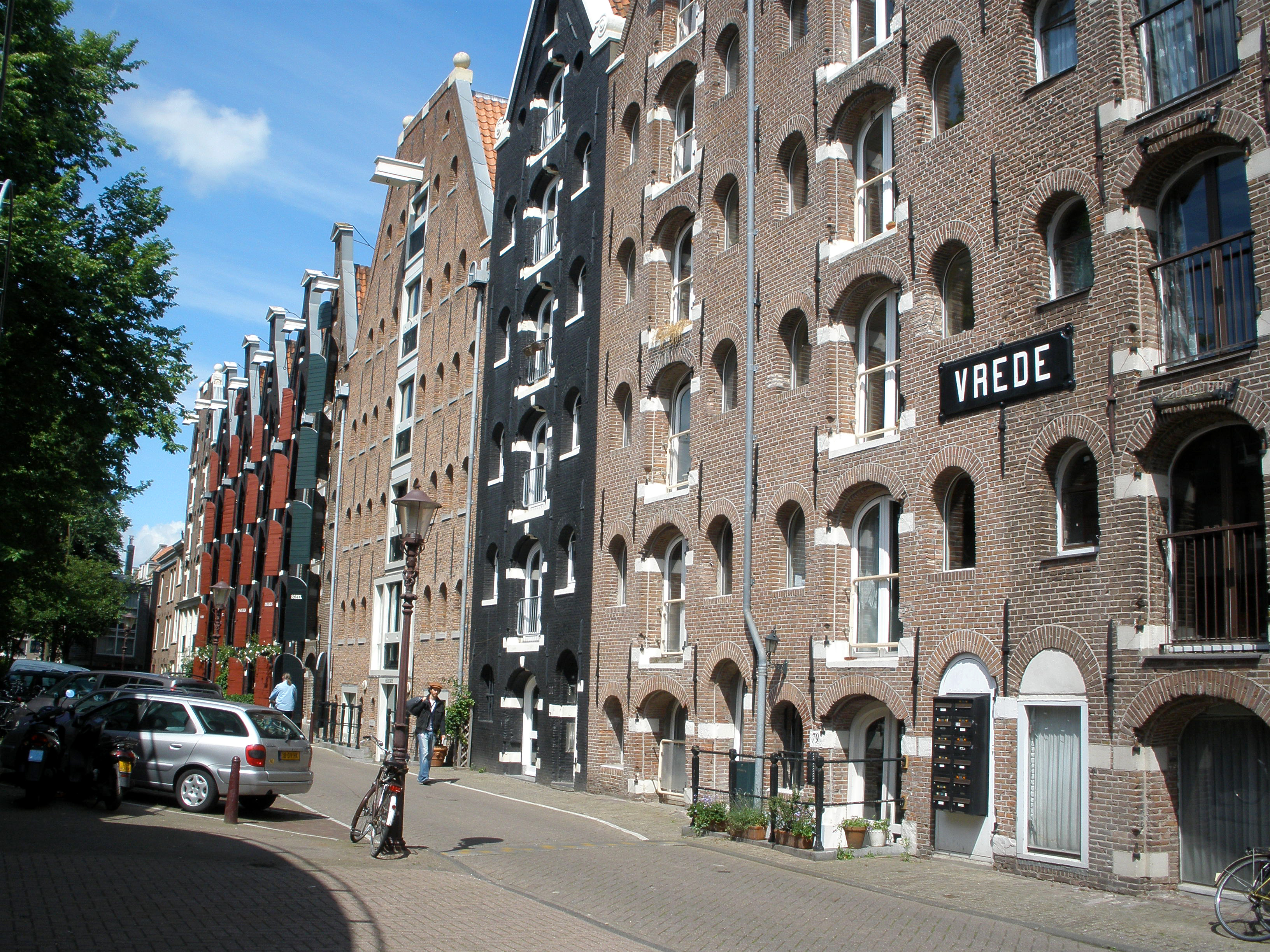
Voormalige pakhuizen op het Prinseneiland

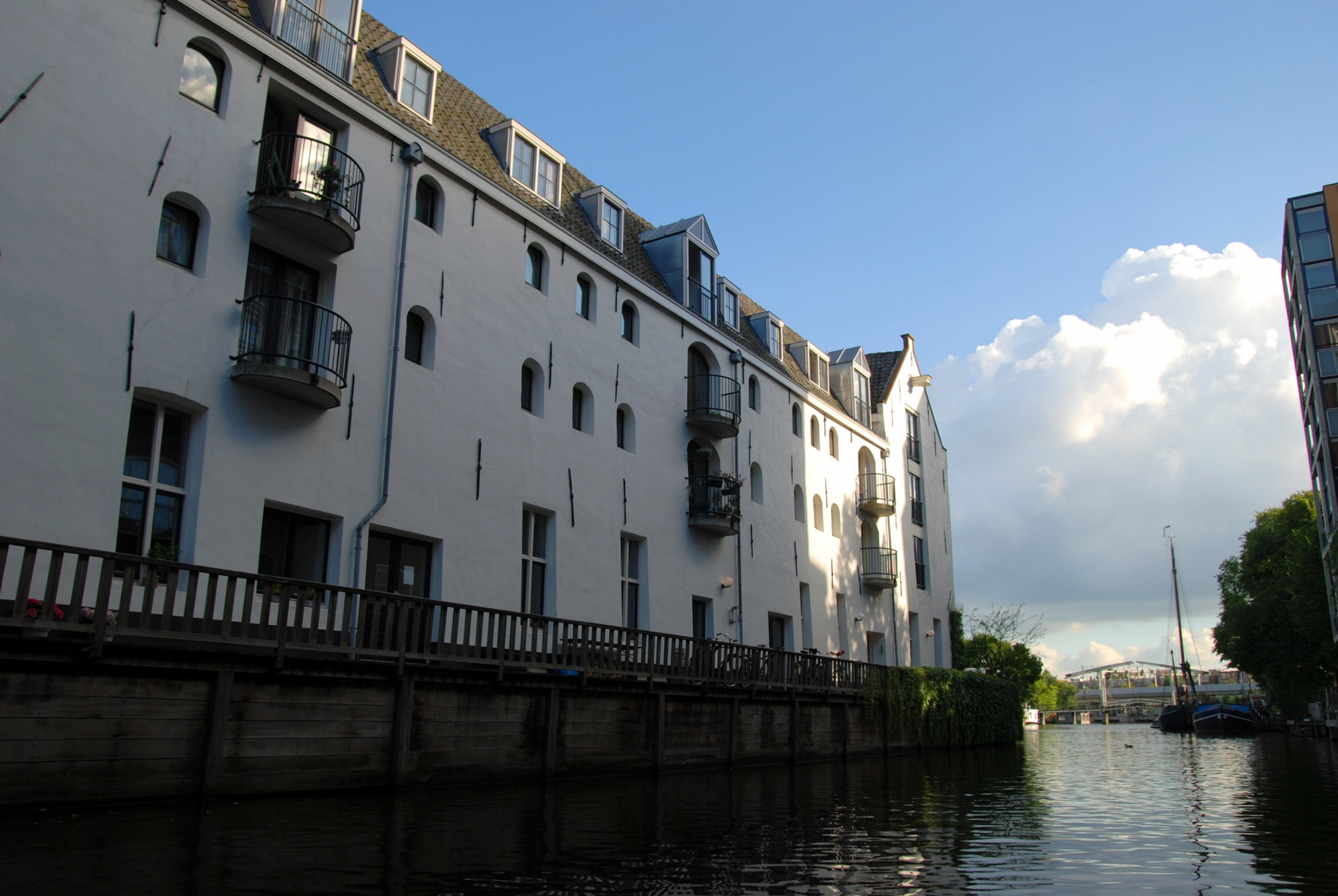
Een voormalig pakhuis op het Realeneiland

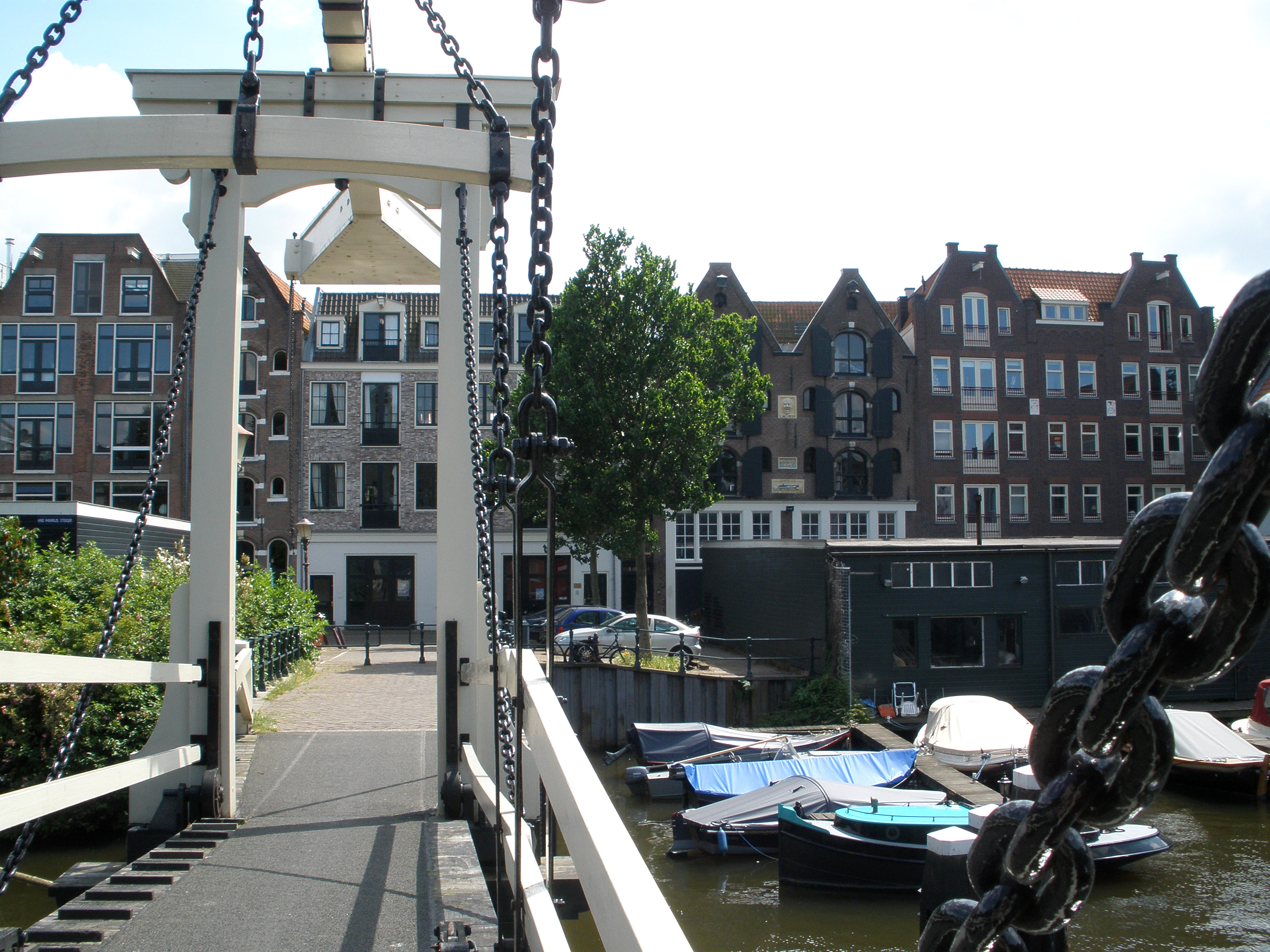
Het Prinseneiland gezien vanaf de Drieharingenbrug

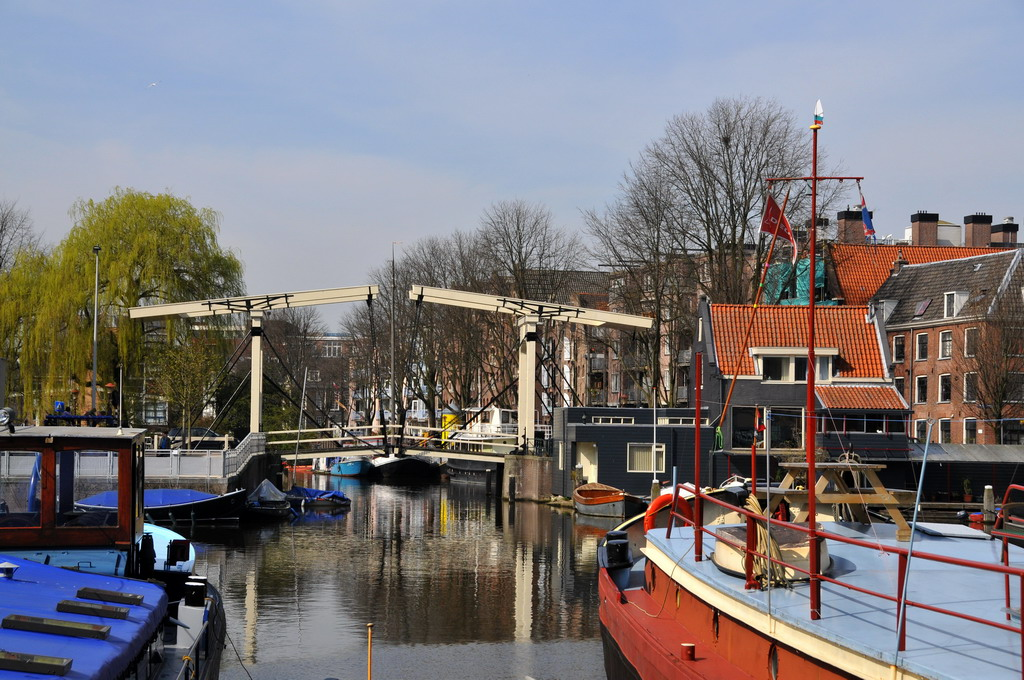
Zandhoekbrug gezien vanaf het Westerdok

De Westelijke Eilanden: het Bickerseiland, Prinseneiland en Realeneiland zijn een drietal eilanden in het centrum van Amsterdam. Ze liggen ten zuiden van het IJ en de Zeeheldenbuurt, ten noorden van de spoorlijn tussen het Centraal Station en Amsterdam-Sloterdijk, ten westen van het Westerdok en ten oosten van de Planciusbuurt aan het Westerkanaal. De Westelijke eilanden vormen de kern van de wijk Gouden Reael, een deel van stadsdeel Centrum, die daarnaast bestaat uit het aangrenzende Westerdokseiland, de Haarlemmerbuurt en de Planciusbuurt.
De Westelijke Eilanden vormen een klein wereldje op zichzelf, zijn geschikt voor wandelingen - al in 1671 door Joannes Antonides van der Goes in een gedicht, de Ystroom, aanbevolen - en tegenwoordig vaak het decor voor filmopnamen. Vanaf het begin zijn er op de Westelijke eilanden pakhuizen en scheepswerven geweest. Zij vormden een belangrijk onderdeel van de sfeer op de eilanden, een combinatie van werken en wonen. Er wordt soms ook wel gekscherend gesproken van "De Mokumse Archipel".

## Geschiedenis
Nadat in 1610 de Nieuwe Waal in het IJ was uitgediept en met rijen palen was afgebakend als uitbreiding van de Amsterdamse haven, werd door het bijna drijvende of losgeslagen veen in de hoek van het IJ al snel van de nood een deugd gemaakt. Tussen 1611 en 1615 werden hier drie grote kunstmatige eilanden aangeplempt, beschermd door een groot bolwerk dat doorliep tot aan het IJ. Dit was onderdeel van de Derde Vergroting van Amsterdam, waarvan de eerste plannen dateren uit 1610. Grondspeculatie door enkele vroedschapsleden, waaronder door Frans Hendricksz. Oetgens leidde tot een rel in de raad in 1614. Als de speculanten hun zin zouden hebben gekregen, zou dat hebben geleid tot omvangrijke uitkoopprodecures of vermindering van inkomsten.

### Namen van de eilanden
Aanvankelijk heetten de drie grootste eilanden het Vooreiland, Middeneiland en Achtereiland. Ze waren door acht bruggen met elkaar verbonden. Het Vooreiland werd vernoemd naar Jan Bicker, een telg uit de koopmansfamilie Bicker die de aanleg in het stadsbestuur had aangestuurd. Het Achtereiland ging om dezelfde reden naar de schepen Jacob Reael het Realeneiland heten. Het Middeneiland is mogelijk naar de eerste drie Prinsen van Oranje Prinseneiland gaan heten.
In tegenstelling tot de Oostelijke Eilanden waren de scheepswerven en pakhuizen op de Westelijke eilanden niet bij de VOC of de Admiraliteit van Amsterdam betrokken, maar bij de WIC en de handel op de Levant en de Oostzee. Een enkele werf bouwde scheepjes voor de pleziervaart. In de pakhuizen werd haring, graan, tabak, wijn, zout, ansjovis, kattenhuiden, pek en teer opgeslagen. De Silodam, de Zoutkeetsgracht, de Bokkinghangen, de Nieuwe Teertuinen en de Breeuwerstraten danken hun naam aan de daarmee verbonden activiteiten.

### Haven raakt in het slop

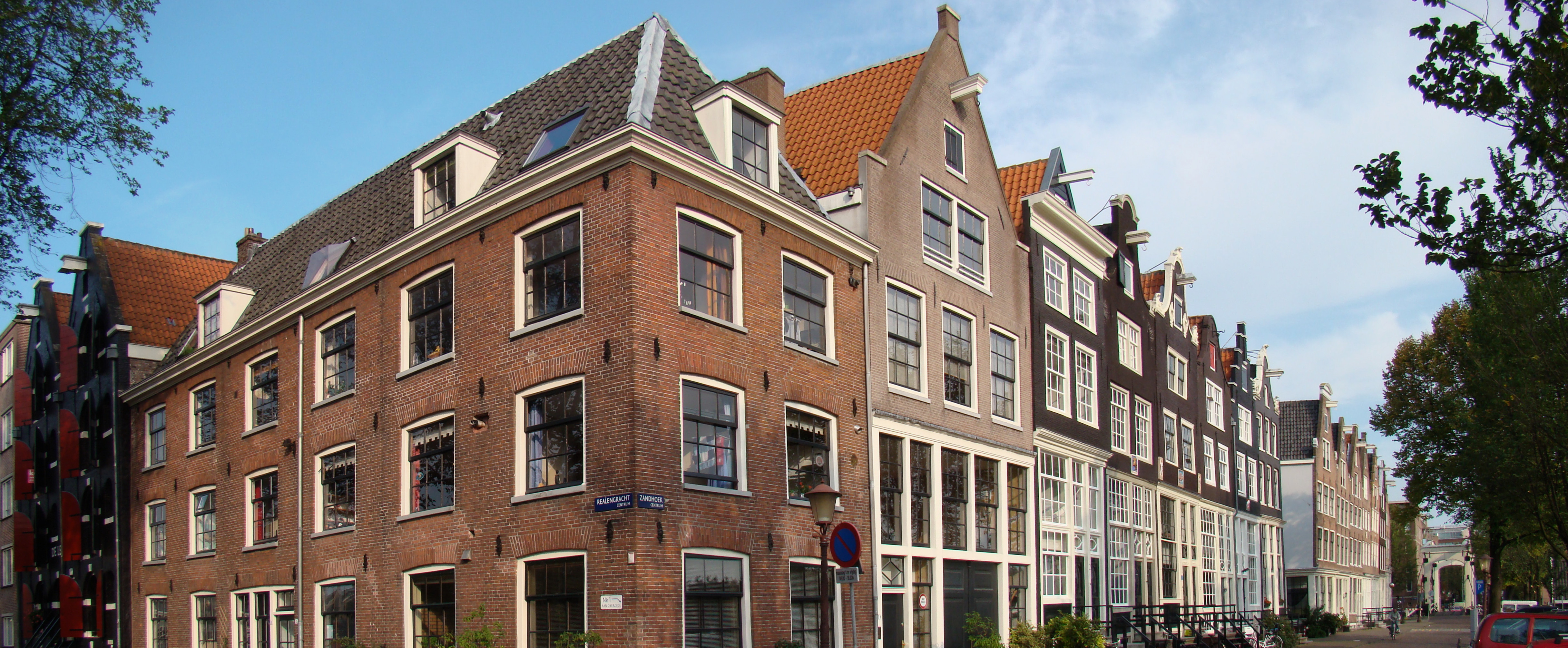
Zandhoek/Realengracht

Tot het einde van de 19e eeuw was dit een gebied met vele scheepswerven, kleine industrieën en pakhuizen. Op de eilanden en in de nabije omgeving waren ook zoutketen, bokkingrokerijen en teer- en taankokerijen gevestigd, waar scheepswanden, zeilen en visnetten werden geconserveerd. Daarna werden de schepen te groot voor deze haven, en is door de ontwikkeling van het Oostelijk Havengebied de rol die de Westelijke Eilanden meer dan 200 jaar hadden gespeeld, overgenomen. Gedurende de eerste helft van de 20e eeuw raakte de buurt in het slop. Desondanks is er nog veel bewaard gebleven van de sfeer van het bedrijvige verleden.

## Bickerseiland

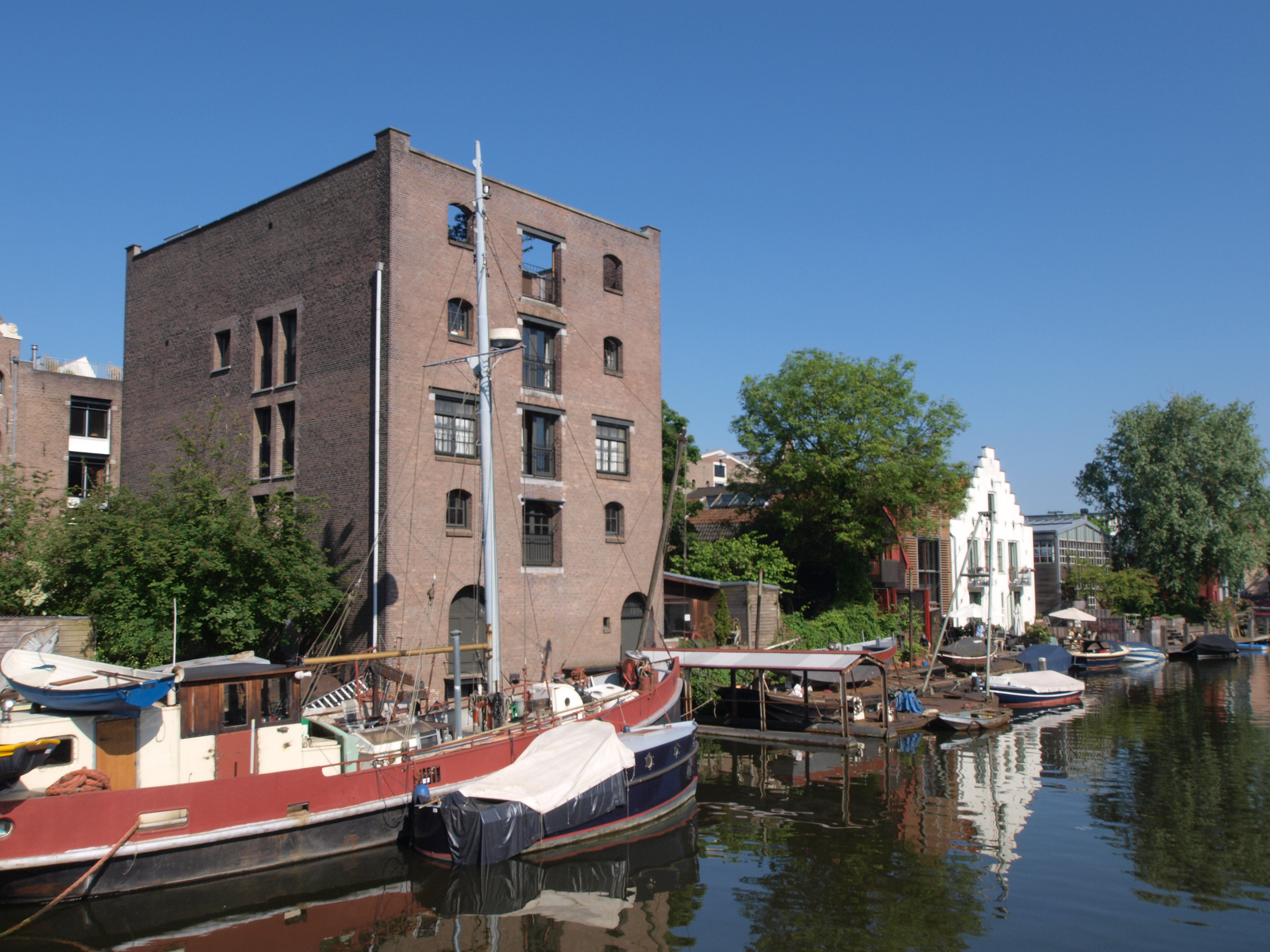
Bickersgracht

Het Bickerseiland, oorspronkelijk het Vooreiland, werd vernoemd naar de koopmansfamilie Bicker die er grond met een groot kantoorgebouw bezat. Vanuit een torentje kon Jan Bicker over het IJ uitkijken naar zijn schepen.
Het wordt omgeven door de Bickersgracht, de Realengracht en het Westerdok.
Op het Bickerseiland bevond zich een tiental scheepswerven. Al in een vroeg stadium werd er een jachthaven aangelegd. Er stond vanaf 1660 een driebeukige houten kerk die omstreeks 1736 is vervangen door een stenen gebouw. Nadat deze Eilandskerk in 1939 werd gesloten en in 1950 afgebroken, zijn de zerken gebruikt voor de restauratie van de vloer van de Martinikerk in Bolsward. Delen van de inboedel kwamen in een restaurant aan de Haarlemmerstraat terecht.
Een grote werkgever in de 19e eeuw was de suikerraffinaderij Java van Barend Kooy en zonen. Toen deze in september 1874 midden in de suikercrisis afbrandde, streek de familie de verzekeringsgelden op en liquideerde het bedrijf.
Het Bickerseiland is geen eiland meer sinds de aanleg van de spoordijk tussen Westerdok en Westerpoort (1878) voor de Spoorlijn Den Helder - Amsterdam.

## Prinseneiland
Dit eiland, aanvankelijk het Middeneiland, is mogelijk naar de (eerste drie) Prinsen van Oranje Prinseneiland gaan heten.
Het wordt omgeven door de Prinseneilandsgracht, de Realengracht, de Bickersgracht en de Eilandsgracht.
Na een conflict dat tien jaar had geduurd werd in 1623 begonnen met de verkoop van bouwpercelen op het Prinseneiland. Het eiland was bestemd voor houtopslag en teer. Een poging de Galgenstraat in 1662 de Prinsendwarsstraat te noemen kwam nooit van de grond. In de 18e eeuw waren diverse pakhuizen en loodsen in eigendom van Neeltje Pater.
Tot na de Tweede Wereldoorlog woonde er nauwelijks iemand op het Prinseneiland. Van de 900 pakhuizen in Amsterdam, stonden er ruim honderd op het Prinseneiland. Het eiland werd herontdekt door de kunstenaars Jan Sierhuis, Johan van der Keuken, Jef Diederen, Reinier Lucassen, Peter Schat en Willem Breuker. Sindsdien is het eiland veranderd in een aantrekkelijke woon- en werkbuurt. De meeste pakhuizen zijn gesplitst en in appartementen opgedeeld. De buurt trekt nog steeds veel mensen aan met een artistieke achtergrond: acteurs, musici, meubelmakers, programmamakers en kunstschilders, zoals Benno Premsela, Willem Nijholt, Tijmen Ploeg, Raoul Hynckes, Han Wezelaar, Auke Hettema en Martijn Padding.
Op het eiland bevinden zich tientallen rijksmonumenten.

## Realeneiland
Het Realeneiland, aanvankelijk Achtereiland, werd vernoemd naar de familie Reael, die er grond bezat.
Het wordt omgeven door de Zoutkeetsgracht, het Westerdok, de Realengracht en de Smallepadsgracht.
In 1617 werd begonnen op het Achtereiland goedkope grond te verstrekken aan haringvissers van buiten de stad. Aan de Zandhoek, de zijde die grensde aan het IJ (tegenwoordig afgeschermd door het Westerdok en de Westerdoksdijk), werd in 1648 een haringpakkerij gebouwd door de familie Reael. De gevelsteen met de Gouden Reaal, een Spaans/Portugese munt in dit geval met een afbeelding van Keizer Karel V, die aan het begin van de 17e eeuw over de hele wereld kon worden gebruikt, maakte in de 20e eeuw nog zoveel indruk dat de hele buurt zo ging heten.
Reael gaf erven uit aan scheepstimmerlieden, die de eerste twaalf jaar geen huur hoefden te betalen, maar een schip moesten leveren. Bovendien liet hij er woonhuizen bouwen, iets waar de stad op tegen was. De Teercompagnie van Joseph Deutz kreeg in 1664 een grote werf op het Realeneiland. Tot 1673 was er ook een turfmarkt. Op de Zandhoek lag zand opgeslagen, dat gebruikt werd als ballast en voor ophoging van straten en buurten in het centrum. Bij de Drieharingenbrug stond al in 1676 een brandewijnbranderij, genaamd De drie gecroonde haringen. Het bedrijfspand is rond 1780 door scheepsbouwer Haring Booy afgebroken en als een soort buitenhuis opnieuw opgetrokken. Op het Realeneiland was jarenlang tabaksindustrie (BATCO) gevestigd. Het eiland werd bekend door de boeken van Jan Mens over de Gouden Reael. Er staat nog steeds een rijtje van dertien indrukwekkende kapiteinswoningen.

## Varia
- Jacob Olie kwam van de Westelijke eilanden en fotografeerde de buurt uitgebreid.
- George Hendrik Breitner (1857-1923) werkte tot 1914 op het Prinseneiland.
- Door de aanleg van de spoorlijn Nieuwediep - Amsterdam (Staatslijn K) door de Eilandsgracht kwamen de Westelijke Eilanden gescheiden te liggen van de Haarlemmerbuurt.
- Rond Pinksteren vinden op de Westelijke Eilanden de zogenaamde Open Atelierdagen plaats.
- De verbindingen naar en tussen de Westelijke Eilanden bestaan op een na uit ophaalbruggen.

## Bruggen

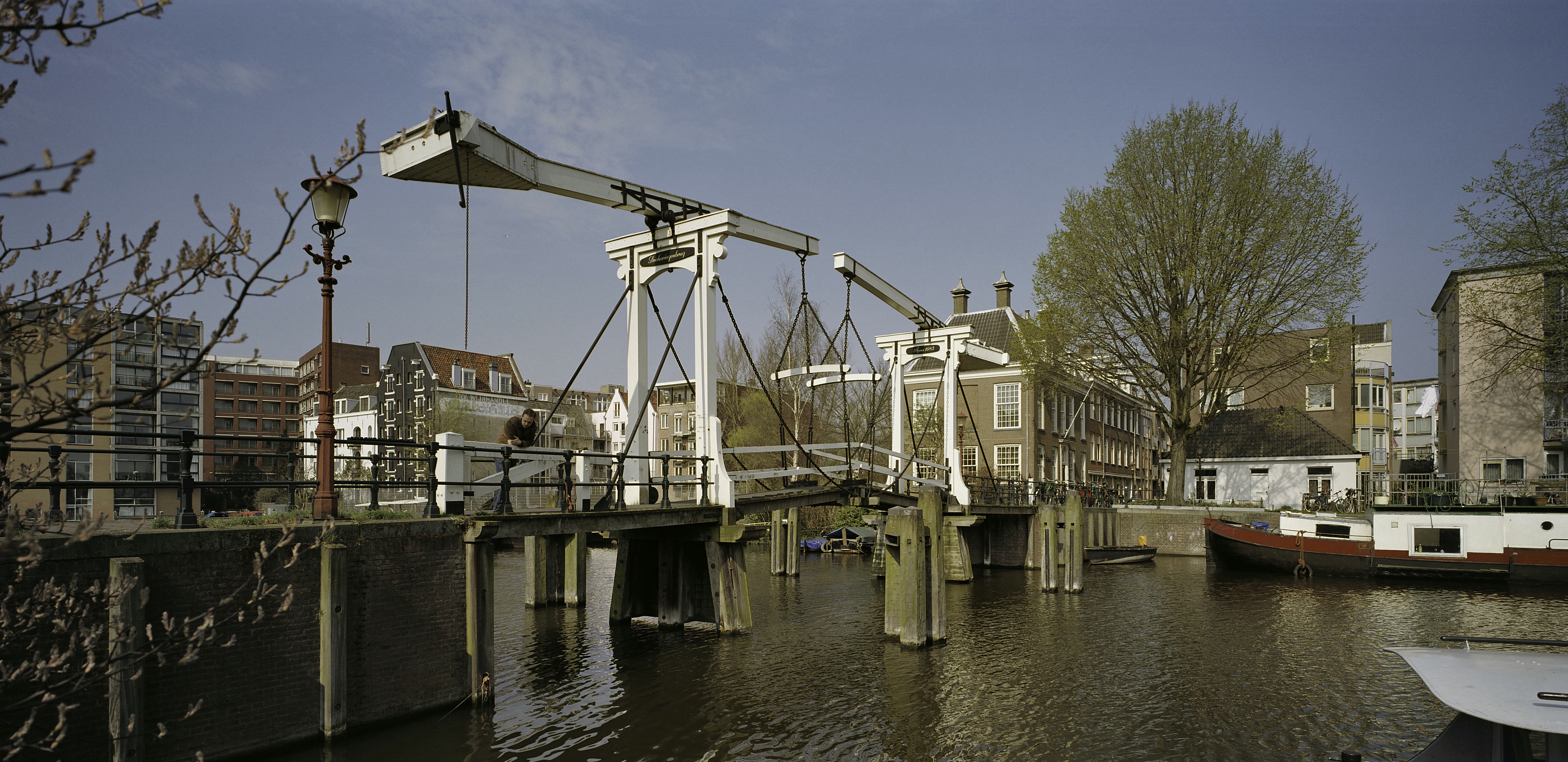
Drieharingenbrug vanuit het zuiden
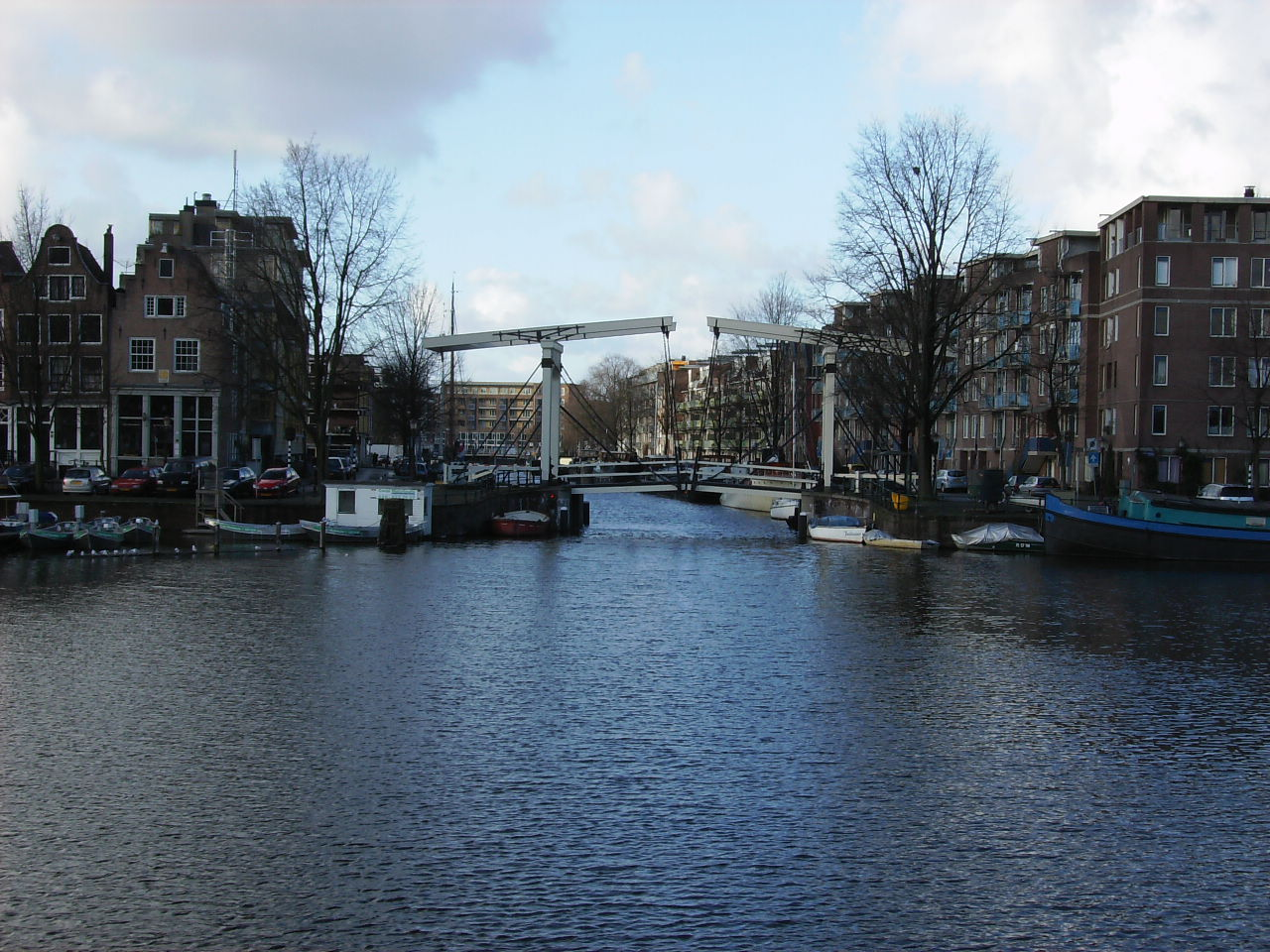
Brug 317 Petemayenbrug, verbinding Zeeheldenbuurt naar Realeneiland bij de Zandhoek.
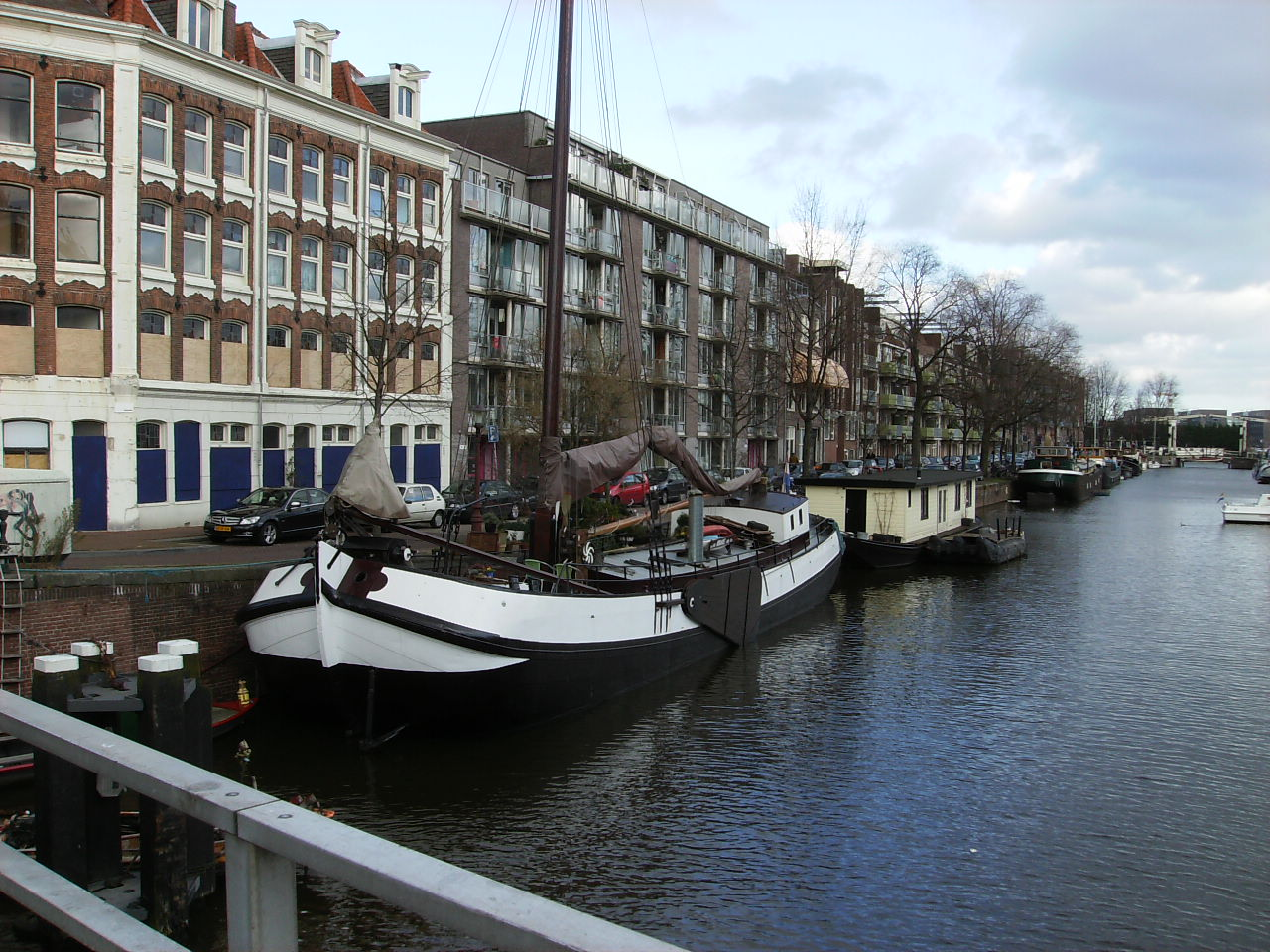
Zicht vanaf Brug 318 over de Zoutkeetsgracht naar Brug 317 Petemayenbrug.
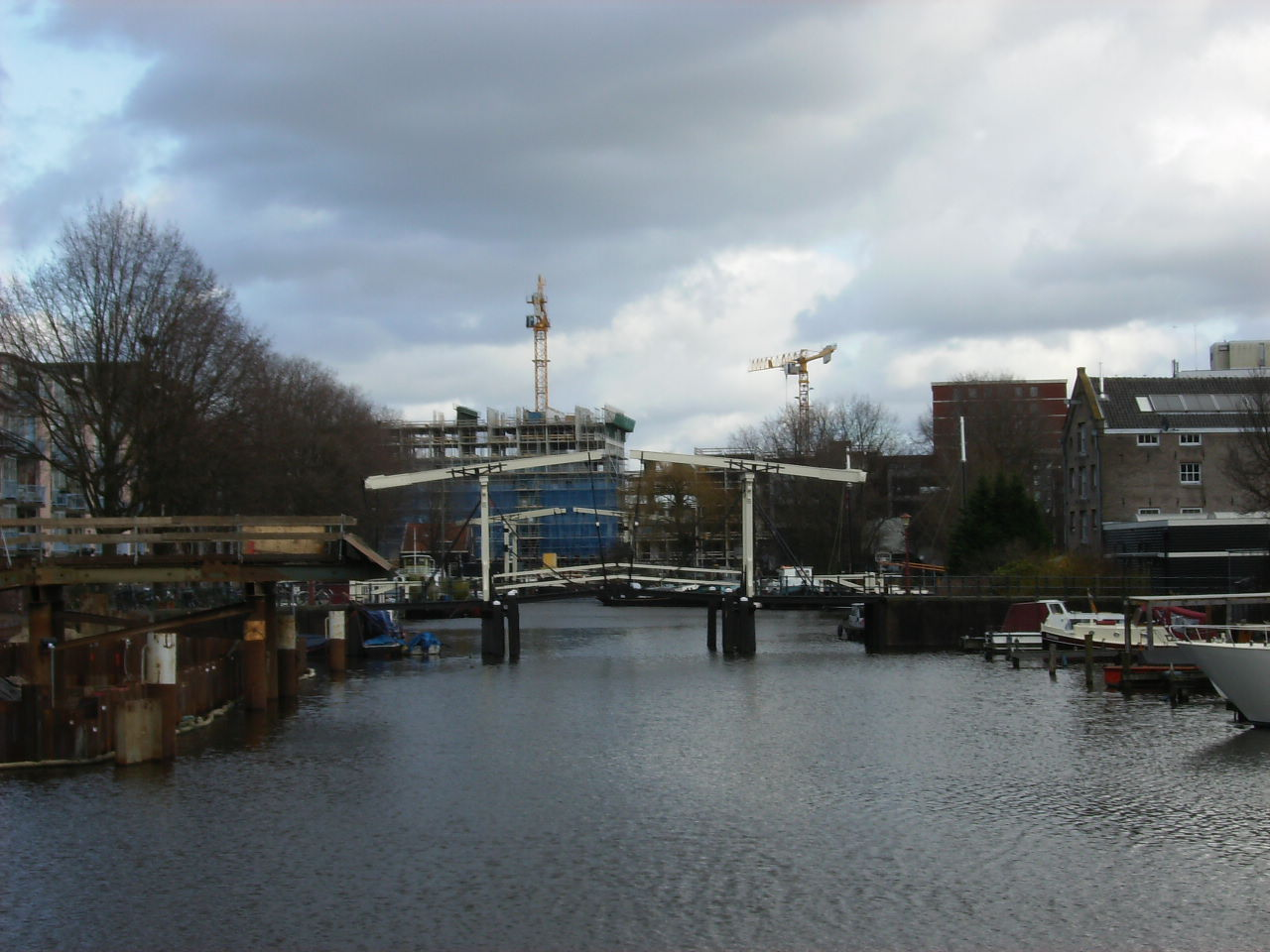
Brug 320 Drieharingenbrug over de Realengracht, daarachter Brug 316 Zandhoekbrug.
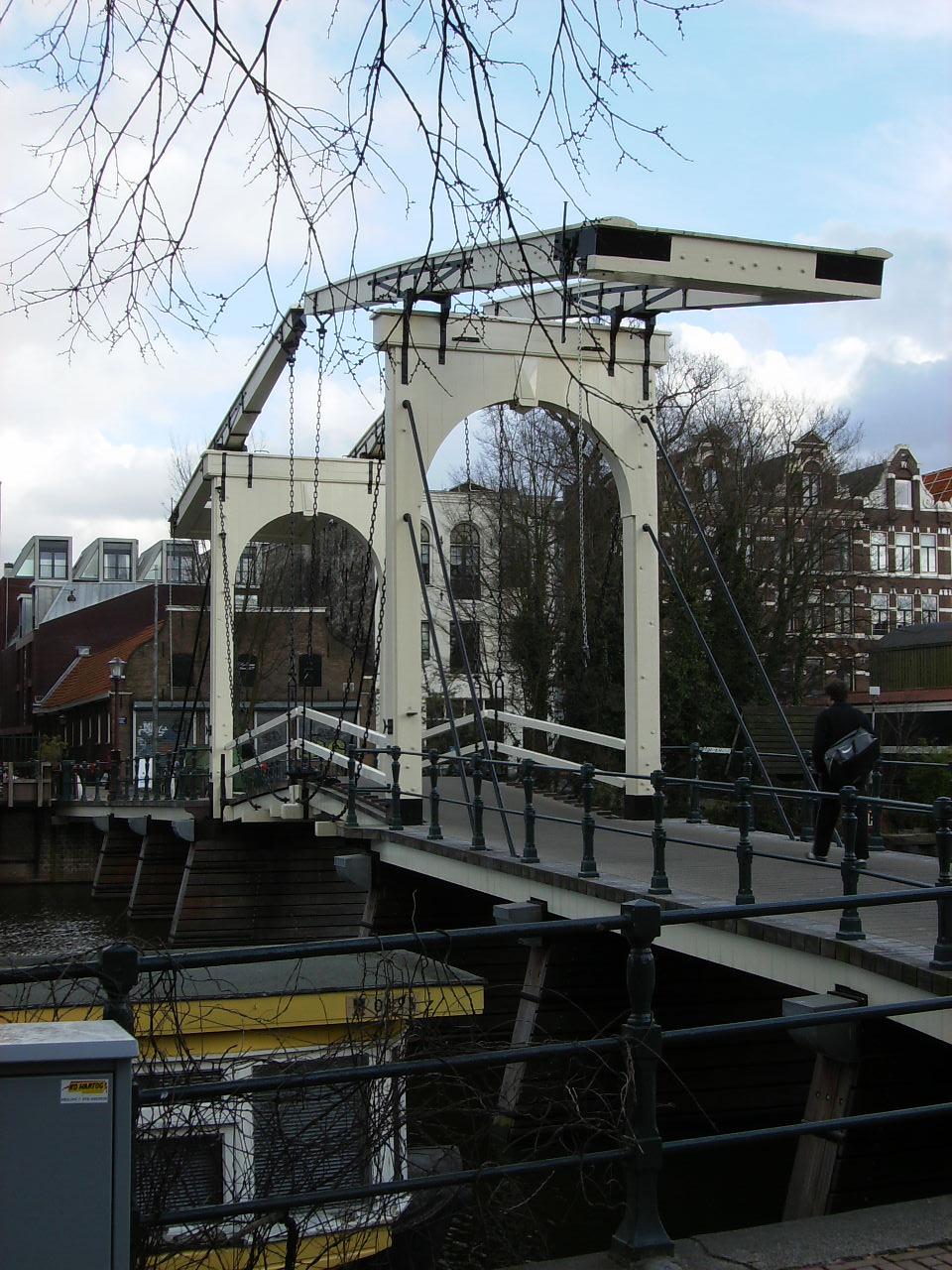
Brug 321 Sloterdijkerbrug, verbinding Zeeheldenbuurt naar Prinseneiland.
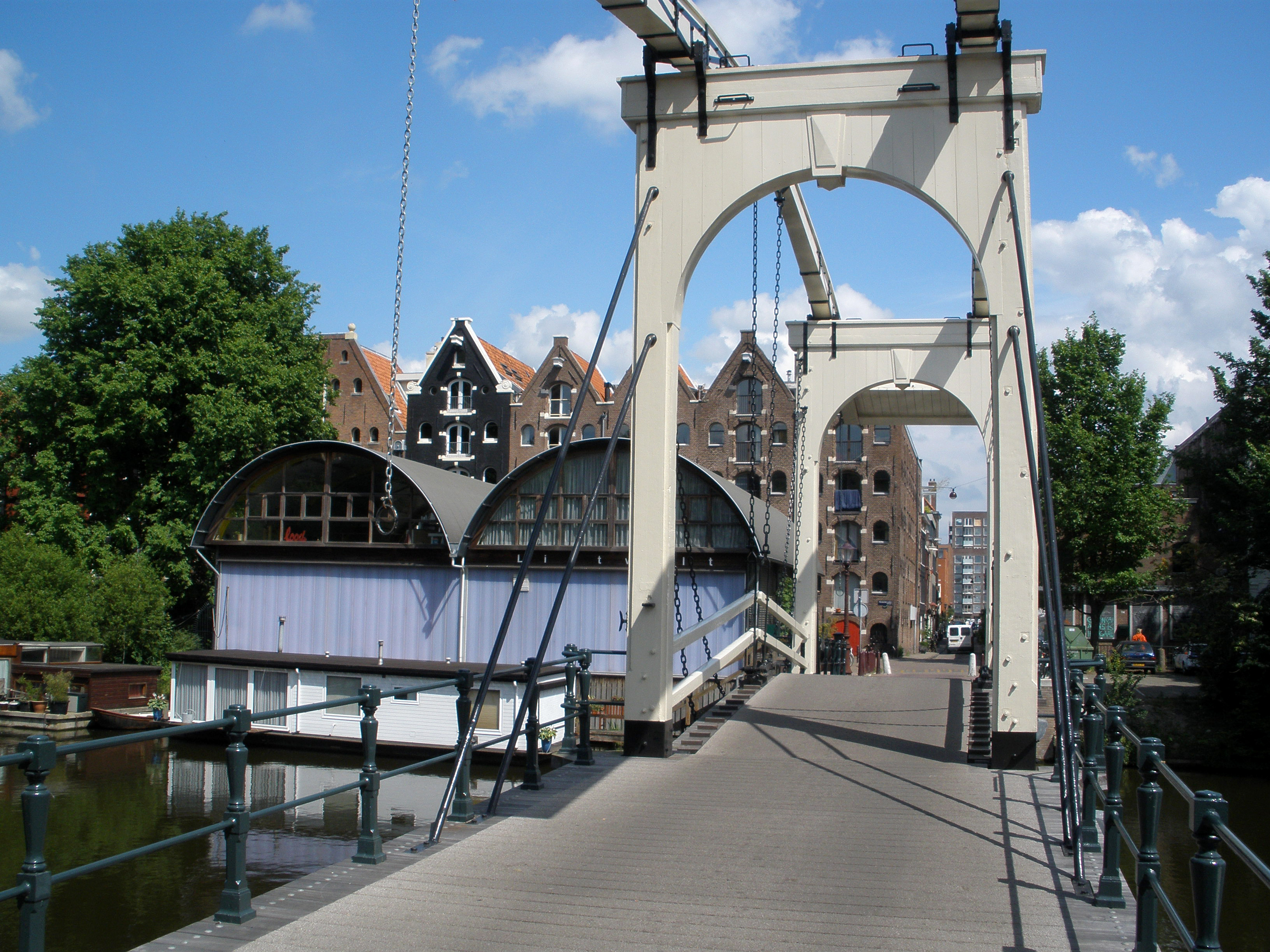
Sloterdijkerbrug, een houten ophaalbrug naar het Prinseneiland
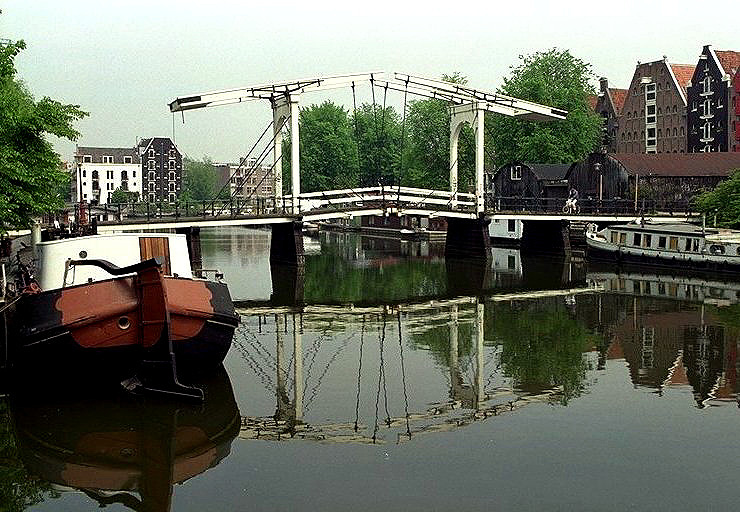
Sloterdijkerbrug, een houten ophaalbrug naar het Prinseneiland.